# 三色山椒鸟
三色山椒鸟（学名：Pericrocotus lansbergei）是山椒鸟科山椒鸟属的一种，为印度尼西亚的特有种。其自然栖息地为亚热带或热带的湿润低地森林。